# Amenemhat VII
Kay Amenemhat of Amenemhet VII is een koning van de 13e dynastie uit de Egyptische oudheid.

## Biografie
Kay Amenemhat is bekend van beeldengroep in Medamud, waaronder ook inscripties van Wegaf bevinden. Er is ook bekend een scarabee, rolzegel voor Sobek uit Gebelein en graffiti in de piramide van Chuit (een gemalin van Teti II) in Saqqara. Verschillende theorieën: volgens Jürgen von Beckerath is hij de 15e koning van de 13e dynastie van Egypte, de Turijnse koningslijst vertelt ons de 14e koning. Volgens Kim Ryholt was Kay de naam van de vader van Amenemhat.